# شيركنيس
شيركنيس (بالنرويجية: Kirkenes) هي المدينة الأكبر والمركز الإداري لبلدية سور فارانغر بمقاطعة فينمارك، في أقصى الجزء الشمالي الشرقي من النرويج على بعد حوالي 400 كيلومتر من الدائرة القطبية الشمالية. تقع البلدة على شبه جزيرة على طول خلل (فيورد) يسمى بوك فيورد (Bøkfjorden).
تبلغ مساحة شيركنيس 2.15 كيلومترا مربعا، ويبلغ تعداد سكانها (2013) 3,498 مما يجعل كثافتها السكانية 1,627 نسمة في الكيلومتر المربع.

## التاريخ
ظل محيط شيركنيس منطقة مشتركة بين النرويج وروسيا حتى عام 1826 عندما تم تسوية الحدود الحالية. وكان الاسم الأصلي لشبه الجزيرة هو Piselvnes (نسبة إلى نهر Pis) ولكن تم تغيير الاسم إلى شيركنيس نسبة إلى الكنيسة الرئيسية بالبلدة التي بنيت في عام 1862. كانت شيركنيس تُصنَّف كقرية حتى حصلت على تصنيف مدينة عام 1998.

الحرب العالمية الثانية
أثناء احتلال ألمانيا النازية للنرويج كانت شيركنيس إحدى القواعد البحرية والجوية المتعددة للقوات الألمانية، وكذلك كانت المنطقة بمثابة قاعدة رئيسية للإمدادات إلى جبهة مورمانسك الروسية.
وقد جاءت شيركنيس في المرتبة الثانية بعد مالطا على قائمة المدن الأوروبية التي عانت من هجمات وإنذارات الغارات الجوية، حيث شهدت أكثر من ألف إنذار و 320 ضربة جوية. استولى الجيش الأحمر الروسي على البلدة في 25 أكتوبر عام 1944 عندما أُجبر الجيش الألماني على مغادرة المنطقة بعد أن دُمّرت معظم البنية الأساسية، حيث لم يبقَ سوى 13 منزلا نجوا من الحرب.

## التركيبة السكانية
غالبية سكان شيركنيس من أصل عرقي نرويجي، مع وجود أقلية عرقية من قومية سامي. والبعض الآخر من أصل فنلندي أو من المهاجرين حديثا من روسيا. في عام 2015 كانت البلدة نقطة عبور رئيسية للاجئين السوريين مع الحدود الروسية، حيث كان يعبر المئات منهم الحدود كل أسبوع على الدرّاجات الهوائية.

## المناخ
تشرق شمس منتصف الليل في شيركنيس من 17 مايو إلى 21 يوليو، ويمتد الظلام الشتوي المناظر من 21 نوفمبر إلى 21 يناير.
وعلى الرغم من موقعها الساحلي فإن مناخ شيركنيس أقرب إلى المناخ القاري إذا ما قورن بالمنطقة الغربية المتاخمة على طول الساحل النرويجي الشمالي. بلغت أعلى درجة حرارة مسجلة على الإطلاق 32,7 درجة مئوية في يوليو 1972، وأقلها انخفاضا 41,8 درجة مئوية تحت الصفر في يناير 1999.

## الاقتصاد والسياحة

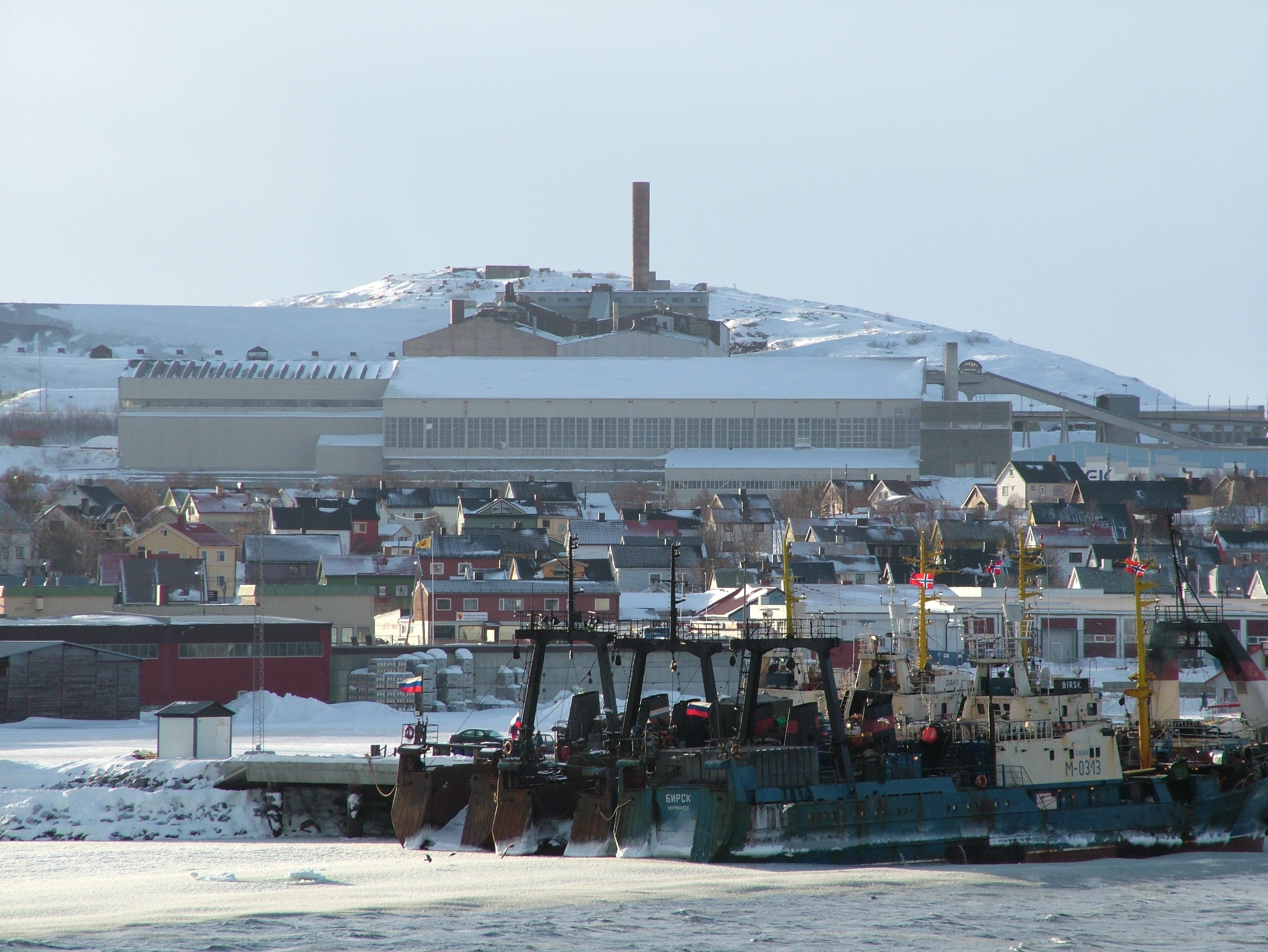
ميناء شيركنيس

في السنوات الأخيرة نشط الحفر والتنقيب عن البترول في بحر بارنتس (بما في ذلك التنقيب الروسي)، وهو أمر يشيع التفاؤل بين سكان شيركنيس.
من ناحية أخرى يعتبر خلل بوك فيورد ميناء ممتازا، اجتذب اهتمام العديد من الشركات الكبرى. في الثاني من أكتوبر 2010 وقّع وزيرا خارجية النرويج وروسيا اتفاقا يسهّل على تسعة آلاف من النرويجيين و 45,000 من الروس زيارة بعضهم البعض عبر الحدود.
من أنشطة شيركنيس كذلك - في آخر يوم خميس من كل شهر - السوق الروسية التي تقام في الميدان الرئيسي، حيث يعرض التجار من مورمانسك بضائعهم المتنوعة.
وتشمل مناطق الجذب السياحي متحف منطقة الحدود (Grenselandmuseet) الذي يعرض تاريخ الحرب والسلام على طول الحدود النرويجية-الروسية، والأعمال الفنية لفنان قومية سامي جون سافيو (1902-1938)، وتاريخ صناعة التعدين في المنطقة. ومن الأماكن التي يمكن زيارتها أيضا (Andersgrotta) وهو مخبأ واسع تحت الأرض بُني لإيواء سكان البلدة خلال الحرب العالمية الثانية.
توجد قاعدة عسكرية خارج شيركنيس مباشرة، تتصل بالمحطات الحدودية الست على طول الحدود الروسية. وتعمل القاعدة مع المحطات الحدودية لتأمين الحدود ضد المهاجرين غير الشرعيين وغيرها من الأنشطة غير القانونية عبر الحدود.